# Kalebasno drevo
Kalebasno drevo (znanstveno ime Crescentia cujete) je drevo, ki je samoniklo v tropskih in subtropskih delih centralne in južne Amerike. Znanstveno ime je drevo dobilo po bolonjskem agronomu Pietru de Crescenziju. 

## Opis
To drevo zraste od 6 do 10 metrov visoko, deblo pa je prekrito z rjavo, rahlo razpokano skorjo. Premenjalni listi so suličaste oblike in temno zelene barve. Rastejo na kratkih pecljih. Drevo je klaviformno, kar pomeni, da cvetovi poženejo iz stebla ali vej. Ti cvetovi, ki jih oprašujejo netopirji so veliki, rastejo pa posamezno ali v parih in imajo neprijeten vonj. Listna čaša je dvodelna, cvetni venec je cevast in na sredini napihnjen, na vrhu pa nepravilno raztrgani v pet delov. Barva cvetov je rumenkasta, žile pa temnejše ali vijolične barve. Oplojeni cvetovi se razvijejo v okrogle ali jajčaste plodove, ki so različno veliki, dosežejo pa celo do 50 cm v dolžino. 

## Razširjenost in uporabnost
Najbolj uporabni so plodovi drevesa. Domačini iz njih izdelujejo različne izdelke kot so posoda, kipci in drugi predmeti. Meso in seme plodov se uporablja v ljudskem zdravilstvu. Dekokt sredice se uporablja kot zdravilo proti driski, bolečinam v želodcu, prehladom, bronhitisu, kašlju, astmi in uretritisu. Liste uporabljajo za zdravljenje hipertenzije.
Drevo uspeva samo v tropih, razmnožuje pa se s semeni. Les drevesa je bel in trd, uporablja pa se v mizarstvu.